# Teoria martwego Internetu
Teoria martwego Internetu (ang. dead Internet theory) – teoria spiskowa, która twierdzi, że w wyniku skoordynowanego i celowego działania Internet składa się obecnie głównie z aktywności botów oraz automatycznie generowanych treści, które są wykorzystywane do kontroli populacji i ograniczania naturalnej aktywności ludzi poprzez manipulację algorytmami . Zwolennicy tej teorii wierzą, że te boty społecznościowe zostały celowo stworzone, aby manipulować algorytmami i poprawiać wyniki wyszukiwania w celu wpływania na konsumentów. Niektórzy zwolennicy teorii twierdzą, że agencje rządowe wykorzystują boty do manipulowania opinią publiczną. Data „śmierci” Internetu jest zazwyczaj podawana jako rok 2016 lub 2017. Teoria martwego Internetu zyskała na popularności, ponieważ wiele obserwowanych zjawisk można zmierzyć, takich jak zwiększony ruch botów, jednak literatura na ten temat nie potwierdza w pełni tej teorii.

## Początki i rozprzestrzenianie się
Dokładne pochodzenie teorii martwego Internetu jest trudne do ustalenia. W 2021 roku na forum Agora Road's Macintosh Café w sekcji ezoterycznej pojawił się wpis zatytułowany „Dead Internet Theory: Most Of The Internet Is Fake”, opublikowany przez użytkownika o pseudonimie IlluminatiPirate. Autor twierdził, że rozwija wcześniejsze wpisy z tego samego forum oraz z Wizardchan, co sprawiło, że termin ten zaczął być używany szerzej, poza początkowymi forami. Teoria zaczęła zyskiwać na popularności dzięki szerokiemu nagłośnieniu, między innymi na popularnych kanałach YouTube. Większą uwagę głównego nurtu zyskała dzięki artykułowi w The Atlantic zatytułowanemu „Maybe You Missed It, but the Internet 'Died' Five Years Ago”. Artykuł ten był szeroko cytowany w innych publikacjach na ten temat.

## Twierdzenia
Teoria opiera się na dwóch głównych założeniach: że organiczna aktywność ludzi w sieci została zastąpiona przez boty i algorytmicznie selekcjonowane wyniki wyszukiwania oraz że podmioty państwowe robią to w skoordynowany sposób, aby manipulować populacją .
Pierwsza część tej teorii, zakładająca, że boty tworzą dużą część treści w Internecie i być może generują ich więcej niż prawdziwi użytkownicy, budzi obawy od dłuższego czasu. Oryginalny post użytkownika IlluminatiPirate odwoływał się do artykułu „How Much of the Internet Is Fake? Turns Out, a Lot of It, Actually” opublikowanego w magazynie New York. Teoria twierdzi również, że Google i inne wyszukiwarki cenzurują sieć poprzez filtrowanie treści uznanych za niepożądane, ograniczając to, co jest indeksowane i prezentowane w wynikach wyszukiwania . Google może sugerować istnienie milionów wyników wyszukiwania, lecz w praktyce dostępne wyniki nie zawsze to potwierdzają . Problem ten pogłębia zjawisko znane jako link rot (gnicie linków), które występuje, gdy treść na danej stronie internetowej staje się niedostępna, powodując, że wszystkie prowadzące do niej linki na innych stronach przestają działać . Doprowadziło to do teorii, że Google jest swego rodzaju wioską potiomkinowską, a przeszukiwalna sieć jest znacznie mniejsza, niż nam się wydaje . Zwolennicy teorii martwego Internetu uważają, że jest to element szerszego spisku, który ogranicza użytkowników do wyselekcjonowanych i potencjalnie sztucznie wygenerowanych treści.
Druga część teorii martwego Internetu opiera się na tym obserwowalnym zjawisku, sugerując, że rząd USA, korporacje lub inne podmioty celowo ograniczają użytkowników do wyselekcjonowanych, a potencjalnie także sztucznie generowanych przez AI treści, aby w różnych celach manipulować społeczeństwem . W oryginalnym poście idea, że boty zastąpiły ludzkie treści, jest opisana jako „wprowadzenie”, natomiast „teza” samej teorii koncentruje się na odpowiedzialności rządu Stanów Zjednoczonych, stwierdzając: „Rząd USA angażuje się w manipulację całej światowej ludności za pomocą sztucznej inteligencji”.

## Krytyka
Caroline Busta, założycielka platformy medialnej New Models, została zacytowana w artykule The Atlantic, nazywając dużą część teorii martwego Internetu „paranoiczną fantazją”, mimo że istnieją uzasadnione obawy dotyczące ruchu botów i integralności Internetu. Jednocześnie przyznała, że zgadza się z „ogólną ideą” tej teorii. W artykule opublikowanym w The New Atlantis Robert Mariani nazwał tę teorię mieszanką prawdziwej teorii spiskowej i creepypasty.
Teoria martwego Internetu bywa czasami używana do opisania obserwowanego wzrostu treści generowanych przez duże modele językowe (LLM), takie jak ChatGPT, pojawiających się w popularnych przestrzeniach internetowych, bez odnoszenia się do pełnej teorii.

## Dowody

### Duże modele językowe
Wstępnie przeszkolone transformatory generatywne (GPT) to klasa dużych modeli językowych (LLM), które wykorzystują sztuczne sieci neuronowe do generowania treści przypominających ludzkie. Pierwszy z nich, który stał się dobrze znany, został opracowany przez OpenAI. Te modele wywołały znaczną kontrowersję. Na przykład Timothy Shoup z 
Copenhagen Institute for Futures Studies powiedział w 2022 roku: „W scenariuszu, w którym GPT-3 'wymknie się spod kontroli', Internet stałby się całkowicie nie do poznania”. Przewidział, że w takim scenariuszu od 99% do 99,9% treści w Internecie może być generowanych przez AI w latach 2025–2030. Te przewidywania zostały wykorzystane jako argument na poparcie teorii martwego Internetu.
W 2024 roku Google poinformowało, że jego wyniki wyszukiwania są zalewane przez strony internetowe, które „sprawiają wrażenie stworzonych dla wyszukiwarek, a nie dla ludzi”. W korespondencji z Gizmodo rzecznik Google przyznał, że generatywna sztuczna inteligencja odgrywa rolę w szybkim rozprzestrzenianiu się takich treści i że może zastąpić bardziej wartościowe, tworzone przez ludzi alternatywy. Oczekuje się, że boty wykorzystujące duże modele językowe (LLM) zwiększą ilość spamu i mogą doprowadzić do sytuacji, w której boty wchodzące w interakcje między sobą będą tworzyć „samoreplikujące się prompty”, prowadzące do pętli, które tylko ludzie będą w stanie przerwać.

#### ChatGPT
ChatGPT to chatbot oparty na sztucznej inteligencji, którego udostępnienie szerokiej publiczności pod koniec 2022 roku skłoniło dziennikarzy do stwierdzenia, że teoria martwego Internetu może być bardziej realistyczna niż wcześniej. Przed wydaniem ChatGPT teoria martwego Internetu była głównie powiązana z działalnością rządów, korporacji i społeczności technologicznych. ChatGPT zapewnił przeciętnemu użytkownikowi Internetu dostęp do dużych modeli językowych. Ta technologia wywołała obawy, że Internet zostanie zalany treściami tworzonymi przy użyciu AI, które przytłoczą organiczne, ludzkie treści.

### Ruch botów
W 2016 roku firma zajmująca się bezpieczeństwem Impreva opublikowała raport dotyczący ruchu botów, z którego wynikało, że zautomatyzowane programy odpowiadały za 52% ruchu w sieci. Ten raport został wykorzystany jako dowód w analizach dotyczących teorii martwego Internetu. Raport Impervy za 2023 rok wykazał, że 49,6% ruchu w Internecie było zautomatyzowane, co stanowi wzrost o 2% w porównaniu do 2022 roku. Częściowo przypisano to modelom sztucznej inteligencji przeszukującym sieć w celu pozyskania treści do treningu.

### Facebook

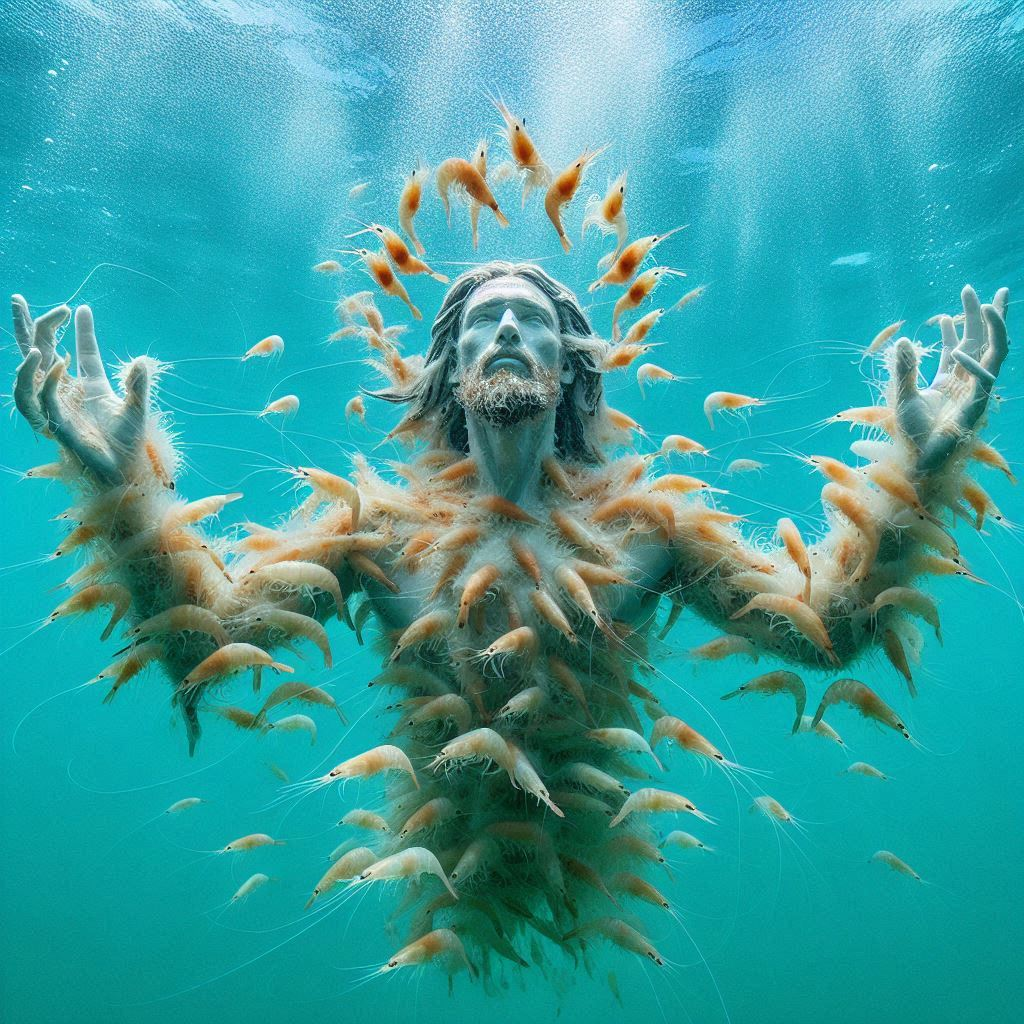
Obraz wygenerowany przez AI przedstawiający „Krewetkowego Jezusa” (Shrimp Jesus)

W 2024 roku na Facebooku zaczęły rozprzestrzeniać się wiralowo obrazy generowane przez AI, określane jako „AI slop”. Tematy tych obrazów generowanych przez AI obejmowały różne wersje Jezusa „połączone w różne formy” z krewetkami, stewardesami oraz czarnoskórymi dziećmi stojącymi obok rzekomo stworzonych przez nie dzieł sztuki. Wiele z tych wersji zebrało setki, a nawet tysiące komentarzy wygenerowanych przez AI, które zawierały słowo „Amen”. Zjawisko to zostało wskazane jako przykład na poparcie teorii martwego Internetu.
Facebook zawiera opcję generowania odpowiedzi przez AI na posty w grupach. Takie odpowiedzi pojawiają się, gdy użytkownik jawnie oznaczy @MetaAI w poście lub gdy post zawiera pytanie i nie otrzyma żadnej odpowiedzi od innych użytkowników w ciągu godziny. W styczniu 2025 roku teoria martwego Internetu ponownie zyskała na popularności po oświadczeniach Meta dotyczących planów wprowadzenia nowych autonomicznych kont obsługiwanych przez sztuczną inteligencję. Connor Hayes, wiceprezes ds. produktów generatywnej AI w Meta, stwierdził: „Oczekujemy, że te systemy AI z czasem będą istnieć na naszych platformach w podobny sposób, jak konta użytkowników... Będą miały biografie, zdjęcia profilowe i będą mogły tworzyć oraz udostępniać treści generowane przez AI na platformie”.

### Reddit

Tekst opublikowany na wielu subredditach w ramach protestu podczas kontrowersji związanej z API Reddita w 2023 roku: „Reddit zabija aplikacje firm trzecich (oraz siebie samego)”.

W przeszłości Reddit umożliwiał darmowy dostęp do swojego API i danych, co pozwalało użytkownikom korzystać z aplikacji moderacyjnych firm trzecich oraz trenować sztuczną inteligencję w interakcji z ludźmi. Wraz z udostępnieniem dużych modeli językowych (LLM), takich jak ChatGPT, szerokiej publiczności, są one coraz częściej wykorzystywane na Reddicie zarówno przez użytkowników, jak i konta botów. Profesor Toby Walsh z Uniwersytetu Nowej Południowej Walii powiedział w wywiadzie dla Business Insider, że trenowanie kolejnych generacji sztucznej inteligencji na treściach stworzonych przez wcześniejsze generacje może negatywnie wpłynąć na jakość tych treści. Profesor John Licato z Uniwersytetu Południowej Florydy porównał zalewanie Reddita treściami generowanymi przez AI do teorii martwego Internetu.

### Twitter

#### „I hate texting”
Od 2020 roku kilka kont na Twitterze zaczęło publikować tweety zaczynające się od frazy „I hate texting” (nienawidzę pisania wiadomości), po której następowała alternatywna aktywność, na przykład „I hate texting, I just want to hold your hand” (nienawidzę pisać, po prostu chcę trzymać cię za rękę) lub „I hate texting, just come live with me” (nienawidzę pisać, po prostu zamieszkaj ze mną). Te posty zdobyły dziesiątki tysięcy polubień, z których wiele podejrzewa się o pochodzenie z kont botów. Zwolennicy teorii martwego Internetu wykorzystali te konta jako przykład na poparcie swojej tezy.

#### Przejęcie Twittera przez Elona Muska
Odsetek kont na Twitterze prowadzonych przez boty stał się kluczowym problemem podczas przejęcia firmy przez Elona Muska. Musk zakwestionował twierdzenie Twittera, że mniej niż 5% ich monetyzowalnych aktywnych użytkowników dziennie (mDAU) to boty. Musk zlecił firmie Cyabra oszacowanie, jaki procent kont na Twitterze stanowią boty. Jedno z badań oszacowało ten odsetek na 13,7%, a inne na 11%. Firma CounterAction, również wynajęta przez Muska, oszacowała, że 5,3% kont na Twitterze to boty. Niektóre konta botów oferują usługi, na przykład znany bot, który może podawać ceny akcji na żądanie, podczas gdy inne zajmują się trollingiem, rozpowszechnianiem dezinformacji lub próbami oszustwa użytkowników. Zwolennicy teorii martwego Internetu wskazali na ten incydent jako dowód na poparcie swojej tezy.

### TikTok
W 2024 roku TikTok rozpoczął rozmowy na temat oferowania agencjom reklamowym możliwości korzystania z wirtualnych influencerów. W artykule opublikowanym w Fast Company w 2024 roku dziennikarz Michael Grothaus powiązał to oraz inne treści generowane przez AI w mediach społecznościowych z teorią martwego Internetu. W tym artykule określił te treści mianem „AI-slime”.

### YouTube
Na YouTube istnieje rynek fałszywych wyświetleń, które służą do zwiększenia wiarygodności wideo i dotarcia do szerszej publiczności. W pewnym momencie fałszywe wyświetlenia były tak powszechne, że niektórzy inżynierowie obawiali się, iż algorytm YouTube do ich wykrywania zacznie traktować je jako domyślne i błędnie klasyfikować prawdziwe wyświetlenia. Inżynierowie YouTube ukuli termin „The Inversion” (Odwrócenie), aby opisać to zjawisko. Boty na YouTube oraz obawa przed „The Inversion” zostały przywołane jako argumenty wspierające teorię martwego Internetu w wątku na forum internetowym Melonland.

### SocialAI
SocialAI, aplikacja stworzona 18 września 2024 roku, została zaprojektowana wyłącznie do rozmów z botami AI, bez interakcji z ludźmi. Jej twórcą był Michael Sayman, były lider produktu w Google, który wcześniej pracował także w Facebooku, Robloksie i Twitterze. Artykuł opublikowany na stronie Ars Technica powiązał SocialAI z teorią martwego Internetu.

## Kultura masowa
Teoria martwego Internetu wzbudziła zainteresowanie wśród użytkowników Twittera. Użytkownicy zauważyli, że aktywność botów wpłynęła na ich doświadczenia z korzystania z serwisu. Wiele kanałów YouTube oraz społeczności internetowych, w tym fora Linus Tech Tips i subreddit Joe Rogana, omawiało teorię martwego Internetu, co przyczyniło się do jej popularyzacji w głównym nurcie dyskusji.